# Margaretha af Ugglas
Märta Margaretha af Ugglas, egentligen Margareta, född Stenbeck den 5 januari 1939 i Oscars församling, Stockholm, är en svensk friherrinna, civilekonom och politiker (moderat). af Ugglas var utrikesminister 1991–1994, riksdagsledamot 1974–1995, ledamot av Europaparlamentet 1995, ledarskribent på Svenska Dagbladet 1968–1973 samt ordförande för Jarl Hjalmarsonstiftelsen.

## Utbildning
År 1961 studerade af Ugglas vid Harvard-Radcliffes Program in Business Administration i USA. Hon avlade ekonomexamen vid Handelshögskolan i Stockholm 1964 och blev då  civilekonom.  

## Karriär
af Ugglas var medarbetare på Veckans Affärer åren 1966–1967, ledarskribent på Svenska Dagbladet 1968-1973, styrelseledamot i Kinnevik 1970–1983, i Sandvik AB 1970–1974, i Bulten-Kanthal AB 1972–1980, i Boliden AB 1978–1985 och i Swedish Match från 1979, samt suppleant i Stora Kopparbergs styrelse från 1980. 
Hon var ordförande i Rädda Barnen i Stockholm 1970–1976, i Riksförbundet Sveriges Lottakårer 1974–1980 och i Svenska sektionen av Europeiska kvinnounionen från 1981. Hon var medredaktör i Svensk tidskrift från 1976, styrelseledamot i Sida från 1976, i nämnden för svensk-amerikanskt forskarutbyte (Fulbrightkommissionen) 1977–1980, ledamot av sysselsättningsutredningen 1974–1979, av jämställdhetskommittén 1976–1980, av kommittén för de svenska förberedelserna inför FN:s vattenkonferens 1976–1978, av kooperationsutredningen 1977–1979, av delegationen för ungdomens sysselsättningsfrågor 1978–1979 och i 1978 års försvarskommitté 1979–1981. Hon var ordförande i moderata samlingspartiets kvinnoförening Oscar-Gärdet i Stockholm 1971–1977, och i partidistriktet Stockholm från 1977. Hon var ledamot av partistyrelsen från 1978, landstingsledamot för Stockholms län 1971–1973, vice ordförande i centrala konstnämnden 1971–1973, i utbildningsnämnden 1971–1973 och i invandrarkommittén från 1972.
af Ugglas var riksdagsledamot 1974–1995, utrikesminister 1991–1994, ledamot av Europaparlamentet 1995, samt ordförande för Jarl Hjalmarsonstiftelsen.
Under hennes tid som utrikesminister föll Sovjetunionen samman och de självständiga republikerna Ryssland och Ukraina samt Vitryssland erkändes. Sverige var det första landet i västvärlden som erkände de nya staterna, redan före den officiella upplösningen den 26 december 1991. Hon och dåvarande statsminister Carl Bildt har kritiserats för den linje, som Sveriges regering bedrev under krigen i Kroatien och i Bosnien-Hercegovina, 1991–1995.

## Familj
af Ugglas är änka efter den moderate riksdagsledamoten, friherre Bertil af Ugglas och dotter till advokat Hugo Stenbeck och hans hustru fil. kand. Märtha Stenbeck, född Odelfelt, samt syster till Jan Stenbeck, Hugo Stenbeck och Elisabeth Silfverstolpe.

## Utmärkelser
- Storkors av Norska förtjänstorden (1 juli 1992)[2]
- 1:a klass av Terra Mariana-korsets orden (9 februari 2000)[3]
- Storkors av Finlands Vita Ros orden
- Storkors av Belgiska Kronorden
- Storkors av Luxemburgska Ekkroneorden
- Hans Majestät Konungens guldmedalj 12:e storleken med serafimerband
- Riksförbundet Sveriges lottakårers förtjänstmedalj i guld